# Ida Siekmann
Ida Siekmann (23 de agosto de 1902 – 22 de agosto de 1961) foi uma enfermeira alemã que se tornou a primeira pessoa a morrer tentando atravessar o Muro de Berlim, apenas nove dias após o começo da construção do muro.

## Biografia

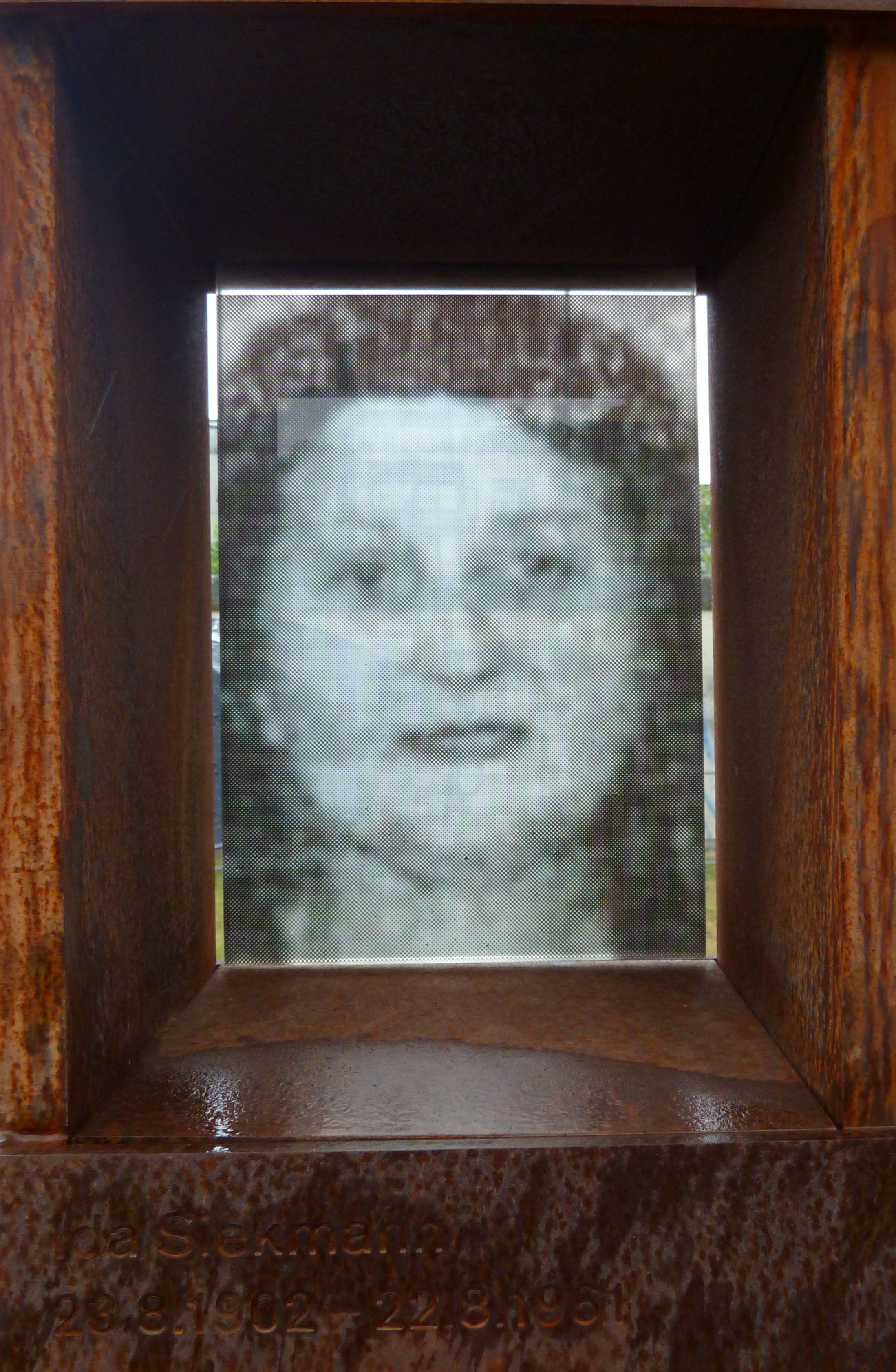
Ida Siekmann, na Janela da Lembrança, no Memorial do Muro de Berlim, Bernauer Straße (2011)

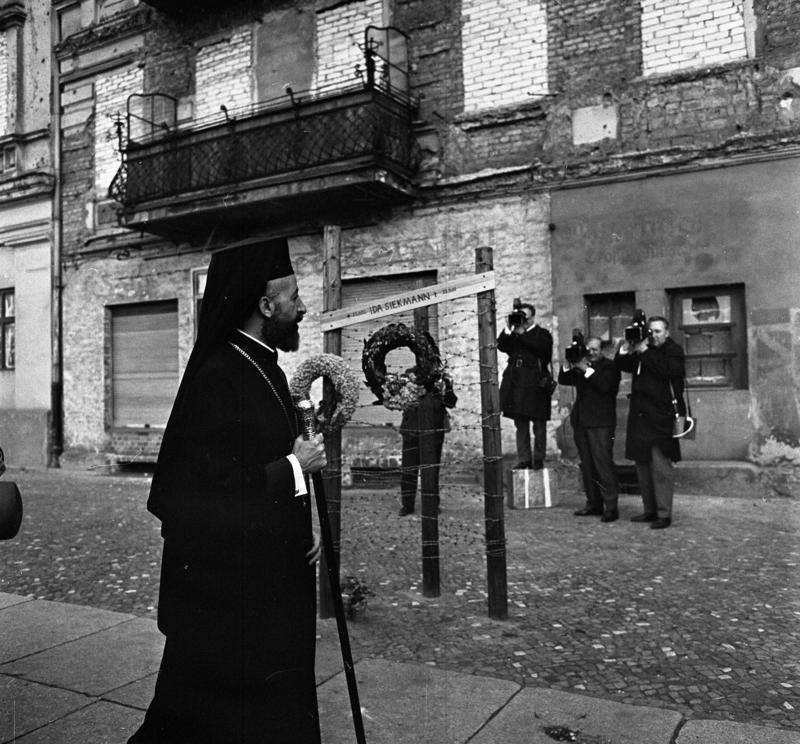
Makarios III, Presidente do Chipre, no memorial Siekmann (1962)

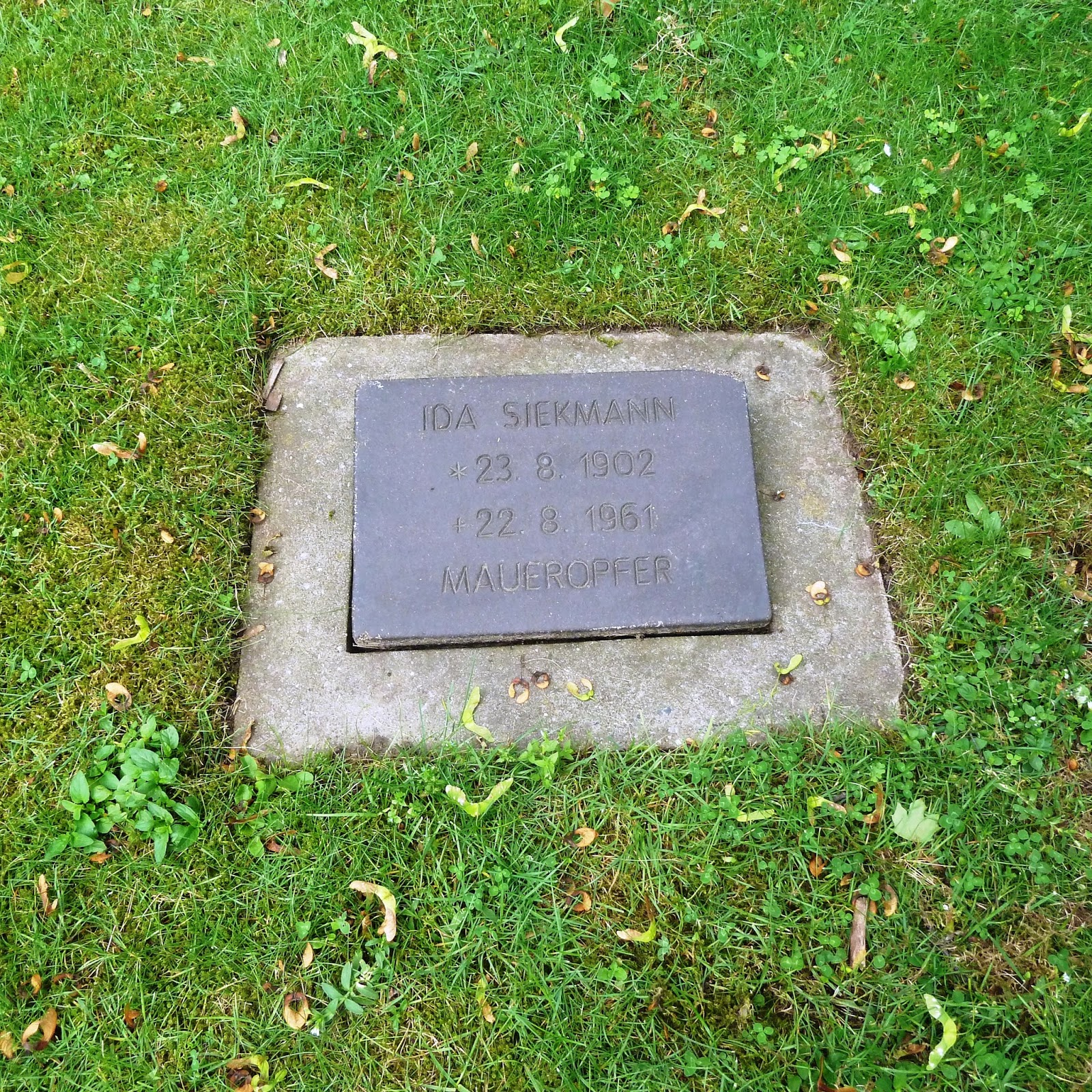
A sepultura de Ida Siekmann, na Urnenfriedhof Seestrasse, Berlin-Wedding (2011)

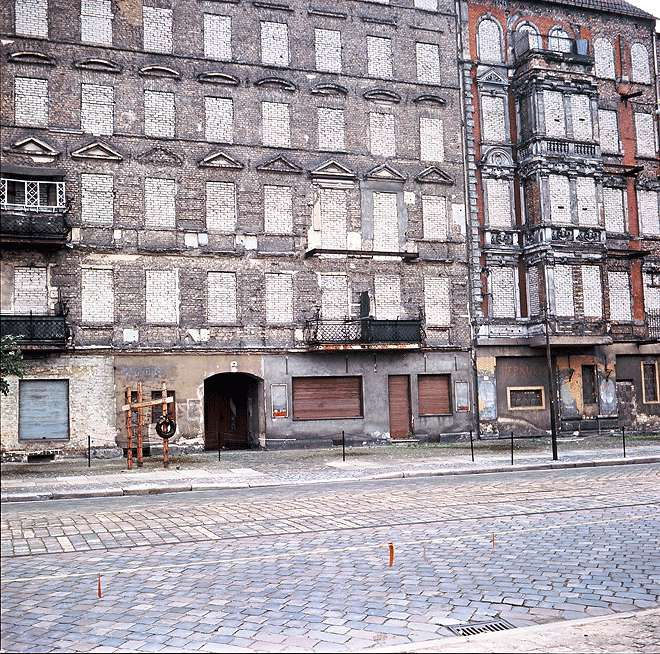
Bernauer Straße 48 (and 47c to the far right) em junho de 1965.

Ida Siekmann nasceu em 23 de agosto de 1902, em Gorken, perto de Marienwerder, Prússia Ocidental no Império Germânico (agora Górki, Kwidzyn County, Polônia). Ela então se mudou para Berlim, onde passou a trabalhar como enfermeira. Em agosto de 1961, ela já era viúva, conquanto não se saiba a data do falecimento do marido. Siekmann vivia na Bernauer Straße 48, no distrito de Mitte, e tinha uma irmã, Martha L., que vivia apenas a algumas quadras dela, na Lortzingstraße.
Depois da Segunda Guerra Mundial, Berlim foi dividida em quatro setores, e enquanto a rua e a calçada da Bernauer Straße ficavam no setor francês de Berlim Ocidental, a fachada dos prédios no setor sul ficavam no setor soviético de Berlim Oriental. Siekmann regularmente cruzava a fronteira entre os setores francês e soviético apenas saindo da casa dela. A irmã de Siekmann na Lortzingstraße residia no setor francês de Berlim Ocidental.

## Morte
Em 13 de agosto de 1961, a Alemanha Oriental iniciou a construção do Muro de Berlim, e logo depois que a fronteira entre Berlim Oriental e Ocidental foi fechada, numerosas famílias e indivíduos de cinquenta endereços de Bernauer Straße fugiram para o oeste. Em 18 de agosto de 1961, o líder da Alemanha Oriental Walter Ulbricht ordenou às tropas fronteiriças da República Democrática Alemã que fechassem as entradas e janelas no andar térreo dos edifícios no lado sul do país. Membros dos Grupos de Combate da Classe Trabalhadora e Volkspolizei controlavam todas as pessoas que tentavam entrar nas casas, e os moradores estavam sujeitos a controles rígidos, mesmo nos corredores. Muitos moradores de tais cortiços ainda fugiram para Berlim Ocidental, já que os residentes dos andares superiores eram frequentemente resgatados por meio de lençóis abertos pelos bombeiros de Berlim Ocidental.

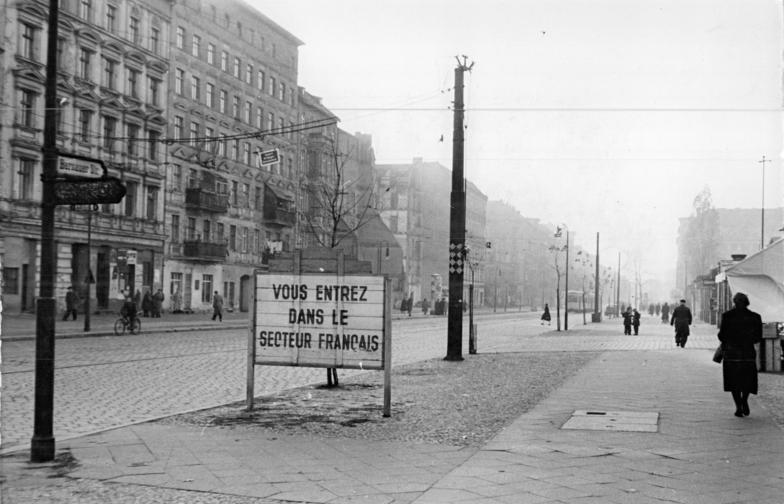
Bernauer Straße em novembro de 1955, Bernauer Straße 48 inclusa.

Em 21 de agosto, a entrada e as janelas da Bernauer Straße 48 estavam sendo barradas pelas autoridades da Alemanha Oriental. Na manhã seguinte, na véspera do seu 59º aniversário, Siekmann jogou uma colcha e alguns pertences na rua em Berlim Ocidental antes de saltar pela janela do apartamento dela (situada no quarto andar pelos padrões norte-americanos, e no terceiro pelos padrões alemães). Siekmann saltou antes que os bombeiros fossem capazes de abrir corretamente a lona e ficou gravemente ferida ao cair na calçada. Siekmann morreu a caminho do Hospital Lazarus pouco depois da queda, tornando-se a primeira vítima conhecida do Muro de Berlim.

## Enterro
Siekmann foi enterrada no cemitério da Seestraße em 29 de agosto; em setembro, um memorial foi erguido na Bernauer Straße 48. O memorial foi frequentemente visitado por políticos estrangeiros, incluindo Robert F. Kennedy e  Arcebispo Makarios, para homenagear as vítimas do Muro de Berlim.
As casas no lado sul da Bernauer Straße foram demolidas em 1963 e substituídas por um muro de concreto.

## Literatura
- Hans-Hermann Hertle, Maria Nooke, The deaths at the Berlin Wall 1961–1989: a biographical handbook (ed. the Centre for Contemporary History Potsdam and the Berlin Wall Foundation). Links, Berlin 2009, ISBN 978-3-86153-517-1, pp. 36–38
- Greg Mitchell, Os túneis: a história jamais contada das espetaculares fugas sob o Muro de Berlim. São Paulo: Vestígio, 2017.